# Jerome Bruner
Jerome Seymour Bruner (Nova Iorque, 1 de outubro de 1915 - Nova Iorque, 5 de junho de 2016) foi um psicólogo estadunidense, de família judaico-polonesa. Professor de psicologia em Harvard e depois em Oxford, escreveu importantes trabalhos sobre educação, liderou o que veio a ser conhecido como Revolução Cognitiva, na década de 1960. Esta introduz novas perspectivas no estudo da mente, superando os postulados colocados até aquela época pelo behaviorismo, que focava apenas nos fenômenos observáveis. Durante o governo dos presidentes Kennedy e Johnson ele chefiou o Comitê de Ciências (Science and Advisory Committee). Foi professor da Escola de Direito da NYU.

Suas publicações mais importantes são Sobre o Conhecimento: Ensaios da mão esquerda (1960) O Processo da Educação (1961), Actos de Significação (1990), A Cultura da Educação (1996).

## Biografia
Graduou-se na Universidade de Duke, Durham (Carolina do Norte), em 1937 e posteriormente em Harvard, Cambridge (Massachusetts), em 1941, obteve o título de doutor em Psicologia e tem sido chamado o pai da Psicologia Cognitiva, pois desafiou os postulados behavioristas da época.  Ensinou e fez investigação, também na New School for Social Research.
Possui doutoramentos “honoris causa” pelas Universidades de Yale, Columbia, Sorbonne, Berlim, Roma, ISPA Instituto Universitário, entre outras. Foi membro da Society for Research in Child Development e da American Psychological Association. Possui uma obra muito diversificada e traduzida na área da educação, pedagogia e psicologia.

## Psicologia Cognitiva
Jerome Bruner foi um dos pioneiros nos estudos da Psicologia Cognitiva nos Estados Unidos. Bruner inicia seus estudos da  sensação e da percepção humana como parte de um processo ativo e não apenas receptivo. Em 1947 Bruner publicou seu clássico estudo “Valores e Necessidades como Fatores Organizacionais na Percepção” (Value and Need as Organizing Factors in Perception). Nesta investigação crianças ricas e pobres eram solicitadas a avaliar o tamanho de moedas e de discos de madeira. Seus resultados mostram que os valores e a necessidade das crianças ricas e pobres se diferenciavam  ao superestimar o tamanho das moedas, comparadas aos discos de madeira do mesmo tamanho (Journal of Abnormal and Social Psychology, 1947, vol. 42, pgs. 33–44)
Outro estudo clássico conduzido por Bruner e Leo Postman mostrava reações mais lentas e menos precisas em relação à cartas de baralho (On the Perception of Incongruity: A Paradigm by Jerome S. Bruner and Leo Postman. Journal of Personality, 18, pp. 206-223. 1949). Estes experimentos apontaram novos rumos para a psicologia, o que obrigou aos pesquisadores não apenas observar a resposta do organismo a  estímulos, mas também à suas interpretações internas. Em 1956 Bruner publica ‘’O Estudo do Pensamento’’ (A Study of Thinking) que inicia o estudo da psicologia cognitiva, assim como funda o Centro dos Estudos Cognitivos (Center of Cognitive Studies) em Harvard.  Em 1990 ele faz uma série de conferências sobre o assunto, publicadas no livro ‘’Atos de Significação’’ (Acts of Meaning) e nelas ele refuta o modelo computacional como metáfora do estudo da mente, defendendo um entendimento holístico da mente e do sistema cognitivo humanos.

## Propostas educacionais
Jerome Bruner foi um dos pioneiros nos estudos da Psicologia Cognitiva nos Estados Unidos. Bruner inicia seus estudos da  sensação e da percepção humanas como parte de um processo ativo e não apenas receptivo. Um aspecto relevante de sua teoria é que o aprendizado é um processo ativo, no qual aprendizes constroem novas ideias, ou conceitos, baseados em seus conhecimentos passados e atuais. O aprendiz constrói hipóteses e toma decisões, contando, para isto, com uma estrutura cognitiva. A (esquemas, modelos mentais) fornece significado e organização para as experiências e permite ao indivíduo "ir além da informação dada".

## Psicologia Educacional
Em Harvard Jerome Bruner publicou uma série de trabalhos sobre a avaliação nos sistemas educacionais e as formas em que a educação poderia ser melhorada. Sua visão geral é de que a ‘’educação não deve se concentrar apenas na  memorização de fatos". Entre 1964-1996 Bruner procurou desenvolver um currículo completo para o sistema educacional que atendesse as necessidades dos estudantes em três áreas principais que ele chamou de Man: A Course of Study, conhecido pela sigla MACOS ou M.A.C.O.S. Se fundamentava no ensino em espiral ou seja um determinado conceito deveria ser repetidamente ensinado, em diferentes níveis, cada nível sendo mais complexo que o primeiro. Este processo permitiria a criança a absorver ideias complexas de maneira mais simples. Bruner pretendia criar um ambiente educacional que se concentrasse (1) no que era exclusivamente humano sobre os seres humanos, (2) em como os seres humanos chegaram no estágio atual e (3) em como os seres humanos poderiam se aprimorar.

## Os modos de Pensamento
Os modos de pensamento, segundo Jerome Bruner, são o narrativo e o paradigmático. O autor argumenta que os indivíduos constroem realidades, propiciando diferentes maneiras de colocar em ordem as experiências vivenciadas. Além disso, busca analisar o desenvolvimento cognitivo e a construção da aprendizagem por meio de signos e simbologias, nos quais o pensamento é realizado por meio de fala e de imagens.

### O Pensamento Narrativo
O autor define narrativa como uma sequência de eventos, e estes, por sua vez, são carregados de significados. “Narrativa é discurso, e a principal regra do discurso é que deve haver um motivo para que o mesmo se distinga do silêncio”. É por meio da narrativa que, provavelmente, um indivíduo organiza os próprios conhecimentos e experiências.A narrativa se fundamenta pelo contar de uma história para que haja o esclarecimento de algo duvidoso, ou ainda, algo que o indivíduo procura resolver ou sanar. Dessa forma, é por meio da fala ou da organização de fatos pelo pensamento que indivíduos estabelecem relações e organizam suas ideias a respeito de algo ou alguém.

### O Pensamento Paradigmático
O pensamento paradigmático, de acordo com Bruner (1986), associa-se ao desenvolvimento formal de conceitos, ou seja, quando há uma apropriação de ideias demonstradas, descritas ou argumentadas. É um modo de pensamento com o qual se tenta preencher o padrão de um sistema formal e matemático de explicações e provas por meio de argumentos que provem as conjecturas do sujeito. 

## Cultivando o possível
Jerome Bruner em Cultivando o Possível - Oxford, 13 de maio de 2007:
| “ | Eu também tenho uma razão mais profunda, mais teórica, para me preocupar em cultivar o sentido do possível, uma razão que brota da pesquisa sobre a natureza da mente, uma razão que tem crescido constantemente em meio século de meu aprofundamento no crescimento da mente e da sua dependência de cultura. Eu estou cada vez mais convencido de que a mente atinge completamente sua plenitude não apenas na acumulação - no que passamos a conhecer - mas sim no que podemos fazer com o que sabemos, como somos capazes de enquadrar possibilidades além das convenções do presente, para forjar mundos possíveis. (...) A principal função da cultura para o indivíduo, eu acho, é a de tornar o estranho familiar. Somos guiados a colocar as coisas em seus lugares familiares (...) No entanto, em forma anômala, culturas também fornecem meios para tornar o estranho convencionalmente familiarizado no estranho novamente: "a mão de Deus" ou o espírito de Abraão, em segundo plano. Nenhuma cultura conhecida existe sem fazer ambos - este último através do mito da incerteza provocante, através do narrar contos, através do poder da poesia. Todas as línguas conhecidas, de fato, ainda têm formas gramaticais para indicar o que poderia ser ou não ser possível. É, principalmente, através do uso de ambos - tornando o familiar estranho e o estranho familiar - que nós e nossa cultura cultiva o sentido do possível. Jerome Bruner Cultivando o Possível - Oxford, 13 de maio de 2007. | ” |

## Obras
português
- Fabricando Histórias: Direito, Literatura, Vida (Making Stories: Law, Lterature, Life), 2014. Letra e Voz.
- Actos de Significação (Acts of Meaning), 1997. Artmed.
- Actos de Significado (Acts of Meaning), 2011. Edições 70.
- Como as Crianças Aprendem a Falar, 2010.
- A Cultura da Educação, 2001. Artmed. Edicoes 70.
- Para uma Teoria da Educação, 2011.
- O Processo da Educação, 1978.
- Realidade Mental - Mundos Possíveis, 1997. Artmed.
- Sobre a Teoria da Instrução, 2006. Phorte Editora.
- Sobre o Conhecimento. Ensaios da mão esquerda, 2008. Phorte Editora.
- Uma Nova Teoria da Aprendizagem, 1976. Bloch Ed.

inglês
- A Study of Thinking (1956)
- The Process of Education, Harvard University Press (1960)
- Toward a Theory of Instruction, Harvard University Press (1966)
- Studies in Cognitive Growth (1966)
- Processes of Cognitive Growth: Infancy (1968)
- Beyond the Information Given (1973)
- On Knowing: Essays for the Left Hand, Harvard University Press (1979)
- Child's Talk: Learning to Use Language (1983)
- In Search of Mind: Essays in Autobiography (1983)
- Actual Minds, Possible Worlds, Harvard University Press (1985)
- The Mind of a Mnemonist: A Little Book about a Vast Memory, [Foreword only] Harvard University Press (1987)
- Acts of Meaning, Harvard University Press (1990)
- The Culture of Education, Harvard University Press (1996)
- Minding the Law, Harvard University Press (2000)
- Making Stories: Law, Literature, Life, Harvard University Press (2003)
- In Search of Pedagogy. 2 vols. The Selected Works of Jerome S. Bruner, 1957-1978. Routledge, 2006
- Making Sense: The Child's Construction of the World. Taylor & Francis, 2011.